# 202614 Kayleigh
202614 Kayleigh è un asteroide della fascia principale. Scoperto nel 2006, presenta un'orbita caratterizzata da un semiasse maggiore pari a 2,6825912 UA e da un'eccentricità di 0,0983451, inclinata di 13,66708° rispetto all'eclittica.
L'asteroide è dedicato alla nipote dello scopritore, Kayleigh Lucille Stamp.